# Massacro di Bat Ayin
Il massacro di Bat Ayin fu un omicidio compiuto da Moussa Tayet, un uomo palestinese, il 2 aprile 2009 in Cisgiordania, il quale attaccò un gruppo di bambini israeliani con un'ascia e un coltello, uccidendo il tredicenne Shlomo Nativ e ferendo gravemente un bambino di 7 anni, Yair Gamliel, nell'insediamento israeliano di Bat Ayin.
La Jihad islamica palestinese rivendicò immediatamente l'attentato, così come due gruppi palestinesi non noti. Il 14 aprile, le forze di sicurezza israeliane arrestarono Tayet, di Khirbet Safa; che confessò poi l'omicidio. Le autorità israeliane dichiararono che Tayet non aveva legami con nessun gruppo militante organizzato.
Il primo ministro israeliano Benjamin Netanyahu condannò l'omicidio, mentre Hamas lo giustificò.

## L'attacco
L'attacco avvenne il 2 aprile 2009, durante le vacanze di Pasqua. Verso mezzogiorno, un militante palestinese entrò senza ostacoli nell'insediamento di Bat Ayin, in Cisgiordania, situato tra Gerusalemme ed Hebron. Sebbene la maggior parte degli insediamenti israeliani fosse circondata da recinzioni di sicurezza, i residenti di Bat Ayin si rifiutarono di costruirne uno, dicendo che sarebbe stato un segno di debolezza.
Intorno alle 12:00 (ora locale) l'aggressore attaccò con un piccone e un coltello un gruppo di bambini ebrei che giocavano a tennis vicino al centro culturale locale. Uccise il ragazzo israeliano 13enne Shlomo Nativ e fratturò il cranio del bambino di 7 anni Yair Gamliel, ferendolo gravemente. Un terzo ragazzo riuscì a fuggire. I soccorritori del Magen David Adom che arrivarono sulla scena affermarono che Nativ era riuscito a raggiungere la sua casa situata proprio dall'altra parte della strada, lasciando dietro di sé una scia di sangue, ma morì per le ferite riportate nonostante i tentativi di suo fratello di rianimarlo. Gamliel fu evacuato al centro medico Hadassah di Ein Karem a Gerusalemme, dove fu operato.
Il residente di 45 anni Avinoam Maymon, un passante che vide l'aggressore correre dietro al ragazzo più giovane, riuscì a togliere con la forza l'arma dalla sua mano mentre cercava di pugnalarlo. Testimoni riferirono che l'aggressore agì selvaggiamente e continuò ad attaccare i passanti prima di fuggire dall'area. Il sindaco del consiglio regionale di Gush Etzion, Shaul Goldstein, affermò che la squadra di sicurezza di Bat Ayin riuscì a sparare e colpire l'aggressore, ma questo riuscì a fuggire in un vicino villaggio arabo, lasciandosi dietro l'ascia.

## Conseguenze
La sera del giorno dell'attacco Nativ fu sepolto nel cimitero di Kfar Etzion. Centinaia di persone parteciparono al suo funerale.
L'attacco innescò scontri tra israeliani e palestinesi che furono fermati solo dopo l'intervento militare israeliano.
Meno di un'ora dopo l'attacco, la Jihad islamica palestinese rivendicò la responsabilità. Anche le Brigate dei Martiri di Al-Aqsa, parte del partito Fatah del presidente palestinese Mahmūd Abbās, rivendicarono l'attacco.
Anche un gruppo militante palestinese poco conosciuto che si autodefinì "Martiri di Imad Mughniyeh" rivendicò la responsabilità dell'attacco, affermando che era coinvolto anche la Jihad islamica palestinese. I funzionari della difesa israeliani credevano che il gruppo fosse semplicemente un nome usato da altri gruppi militanti palestinesi per evitare rappresaglie israeliane. Il gruppo giustificò il ritardo nel rivendicare la responsabilità adducendo "motivi di sicurezza".
Anche un gruppo militante palestinese precedentemente sconosciuto che si autodefiniva "Esercito Palestinese dei Combattenti" affermò di aver orchestrato l'attacco.
In seguito all'attacco, l'IDF lanciò una caccia all'uomo per l'autore, rafforzò la sicurezza e istituì posti di blocco in tutte le comunità della regione.
La sera del 14 aprile, le forze di sicurezza israeliane catturarono il colpevole Moussa Tayet, un palestinese di 26 anni residente a Khirbet Safa, dopo aver ricevuto informazioni per le quali si nascondeva a Beit Ummar, a sud di Betlemme.
Durante l'interrogatorio, Tayet confessò l'omicidio e rievocò l'attacco dalla fase di pianificazione fino alla sua fuga dalla scena. Dichiarò di aver commesso l'atto per motivi religiosi, aggiungendo di aver voluto essere un martire e di aver redatto un testamento 10 giorni prima di compiere l'attentato. Tayet condusse anche gli investigatori alle armi che aveva nascosto nel campo dopo l'uccisione e consegnò il coltello che aveva usato nell'attacco. Inoltre, Tayet affermò di aver acquisito l'ascia due settimane prima dell'attacco.

## Reazioni internazionali
- Israele: Il primo ministro israeliano Benjamin Netanyahu rilasciò una dichiarazione dicendo di aver visto l'attacco con "estrema gravità" e ordinando ai servizi di sicurezza di prendere tutte le misure necessarie per catturare l'assassino,[12] il portavoce del governo israeliano Mark Regev dichiarò: "Il nuovo governo israeliano adotterà una politica di tolleranza zero nei confronti di questo tipo di attacchi e rifiuterà di accettarli come routine" e che "la leadership palestinese deve, sia nelle parole che nei fatti, avere una tolleranza zero politica a questo tipo di attacco per dimostrare il suo impegno per la pace e la riconciliazione";[2]

- Francia: il ministro degli esteri francese Bernard Kouchner condannò l'attacco definendolo un "atto barbaro" e affermando che "la Francia è inorridita da questo attacco terroristico";
- Palestina: Un portavoce di Hamas descrisse l'attacco come "una reazione naturale... soprattutto sullo sfondo degli attacchi israeliani. Siamo un popolo occupato, ed è nostro diritto difenderci e agire in ogni modo e con ogni mezzo a nostra disposizione in per difenderci".[6]